# Morti nel 1163
| Questa pagina contiene informazioni ricavate automaticamente dalle voci biografiche con l'ausilio del template Bio e di un bot. L'aggiornamento è periodico e automatico e ricostruisce completamente la pagina. Se manca una persona in questa lista, sei pregato di non aggiungerla, ma accertati piuttosto che la sua voce biografica contenga il template Bio e che i dati anagrafici siano correttamente compilati. Se il template Bio manca, inseriscilo tu stesso o, in alternativa, metti l'avviso {{tmp\|Bio}} che ne segnala la mancanza. Se i dati riportati sono sbagliati, correggi direttamente la voce biografica; le modifiche saranno visibili in questa lista entro pochi giorni. Per chiarimenti vedi il progetto biografie. La lista contiene solo le 10 persone che sono citate nell'enciclopedia e per le quali è stato implementato correttamente il template Bio. Pagina aggiornata al 10 feb 2025. |

- 14 gennaio - Ladislao II d'Ungheria, re ungherese (n. 1131)
- 10 febbraio - Baldovino III di Gerusalemme, cavaliere medievale franco (n. 1130)
- 10 febbraio - Ugo di Fosses, abate e beato belga
- 26 maggio - 'Abd al-Mu'min, sovrano berbero (n. 1094)
- 30 settembre - Siro II, arcivescovo cattolico italiano
- Arnaud de Comps, francese
- Pietro di Marsan, nobile franco
- Raimondo di Fitero, religioso spagnolo
- Costanza d'Antiochia, principessa (n. 1128)
- Agnese di Babenberg, nobile tedesca